# Montaner (álbum)
Montaner es el décimo octavo álbum de estudio del cantante argentino Ricardo Montaner.
El álbum se caracteriza por una fusión de ritmos entre balada, pop y urbano. El álbum incluye sencillos como «¿Qué vas a hacer?», «No me hagas daño», «Vasito de agua» y «Te adoraré» entre otros.
La filmación de algunos de los videos musicales del álbum contó con la participación actoral de figuras juveniles latinas, tales como  J Balvin y Lali en «¿Qué vas a hacer?», Nicky Jam y Patricia Zavala en «No me hagas daño»; y Camilo y Evaluna Montaner en «Te adoraré». También cuenta con las colaboraciones musicales de Farruko y Mau & Ricky, estos últimos son sus hijos.

## Lista de canciones
| N.º | Título                                                   | Duración |  |
| 1.  | «¿Qué vas a hacer?»                                      | 3:44     |  |
| 2.  | «No me hagas daño»                                       | 3:19     |  |
| 3.  | «Vasito de agua» (con Farruko)                           | 3:16     |  |
| 4.  | «Quiero»                                                 | 3:35     |  |
| 5.  | «Lo más lindo de mi vida»                                | 2:52     |  |
| 6.  | «Una canción para el despecho» (con Mau & Ricky y Tainy) | 3:34     |  |
| 7.  | «Róbame el aliento»                                      | 2:57     |  |
| 8.  | «Te adoraré»                                             | 3:47     |  |
| 9.  | «Madrugada»                                              | 4:06     |  |
| 10. | «Ausencia»                                               | 4:05     |  |